# Hamad Al-Tayyar
Hamad Al-Tayyar (10 de fevereiro de 1982) é um ex-futebolista profissional kuwaitiano que atuava como meia.

## Carreira
Hamad Al-Tayyar representou a Seleção Kuwaitiana de Futebol, nas Olimpíadas de 2000.